# Dorfkirche Kladow

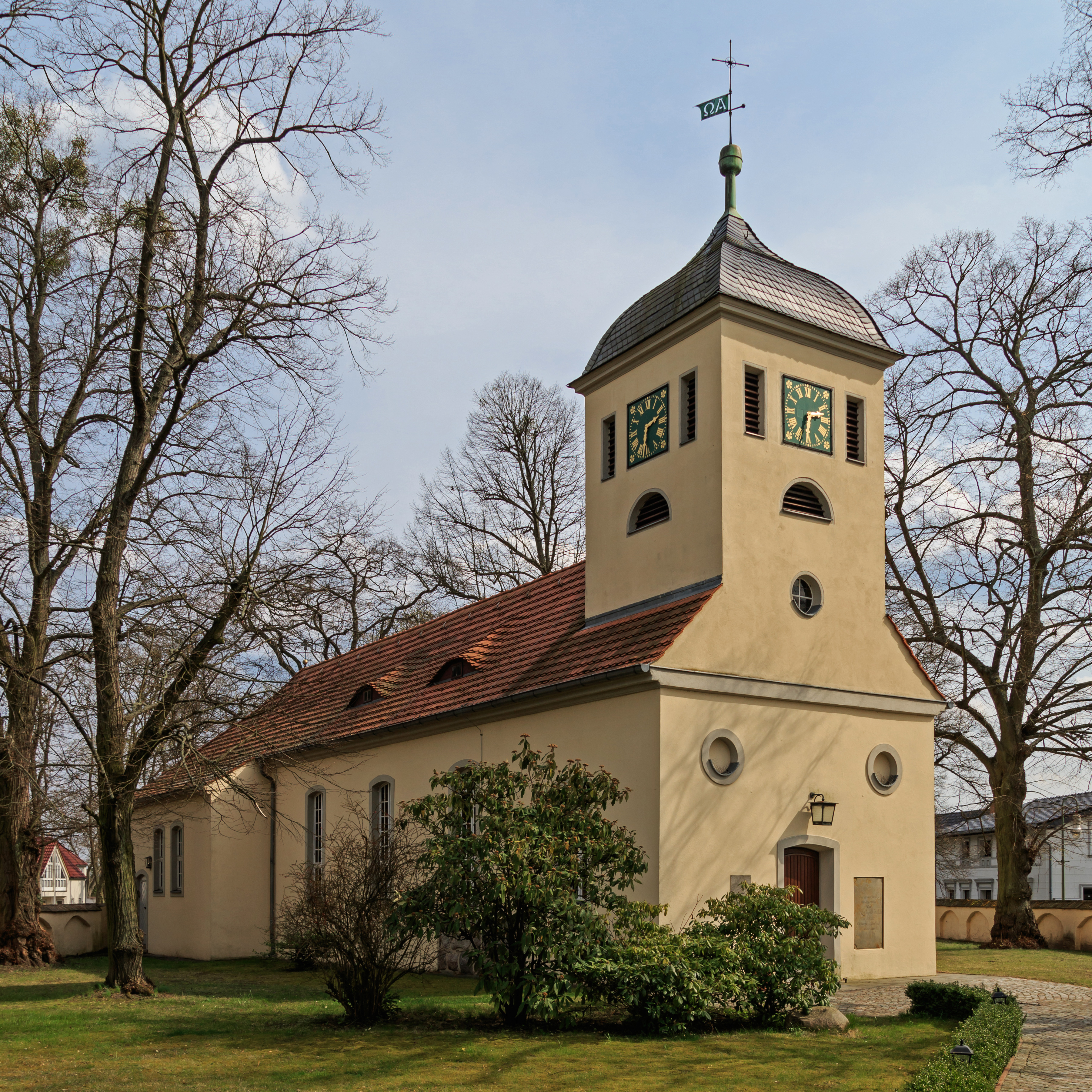
Dorfkirche Kladow

Die evangelische  Dorfkirche Kladow im heutigen Berliner Ortsteil Kladow ist eine der über 50 unter Denkmalschutz stehenden Dorfkirchen in Berlin. Sie entstand im frühen 19. Jahrhundert als Saalkirche unter Verwendung der Umfassungsmauern einer abgebrannten Kirche aus dem 14. oder 15. Jahrhundert. 1952–1953 wurde sie umgestaltet und erweitert. 2007 wurde die Dorfkirche aufwendig restauriert.

## Geschichte
Im Mittelalter hatte das 1239 gegründete Benediktinerinnenkloster Spandau bereits vor 1267 den gesamten Grundbesitz in Kladow und bis zur Reformation auch das Kirchenpatronat über die dortige Pfarrkirche, bestellte und bezahlte also den Pfarrer. Das Dorf kam nach Einführung der Reformation und Auflösung des Klosters 1558 samt Patronatsrecht an das Amt Spandau.
Die erste spätgotische Kirche entstand im 14. oder 15. Jahrhundert; sie bestand aus einem kleinen, flachgedeckten Rechtecksaal mit vier Achsen, der ungewöhnlich schmal war. Das Mauerwerk bestand aus gespaltenen Feldsteinen. Sie waren ungequadert, konnten also nicht in Schichten verlegt werden. Unter den Auszwickungen der Fugen befand sich kein Ziegelmaterial. Diese Bauweise ist typisch für das Spätmittelalter. Da das Landbuch Karls IV. (1375) für Kladow schon acht Pfarrhufen nennt, muss der Steinbau einen hölzernen Vorgänger besessen haben. Die spätgotische Kirche brannte 1808 ab.
Die kriegsbedingte schlechte wirtschaftliche Situation im Königreich Preußen verhinderte zunächst den Wiederaufbau. Erst 1818–1919 entstand ein Neubau. Obwohl die Kirche im Zweiten Weltkrieg keine Schäden erlitten hatte, wurde sie 1952/1953 durch Artur Reck umgestaltet. Bei dem Umbau wurde die neugotische Gestalt und Ausstattung zerstört.

## Bauwerk
Der Neubau des Gebäudes unter Verwendung der Umfassungsmauern der abgebrannten Kirche erfolgte 1818 nicht in Gestaltung des preußischen, barockverbundenen Frühklassizismus, sondern romantisch verklärt und neugotisch ausgeprägt. Dieses frühe Zeugnis historistischer Architektur war Anfang des 19. Jahrhunderts die Ausnahme.

### Kirchenschiff
Das Mauerwerk des mit einem Satteldach versehenen Kirchenschiffs wurde verputzt und erhielt ein Bogenfries unter dem Hauptgesims. Die Fenster wurden mit gotischen Spitzbögen angelegt. Im Westen des Daches sitzt in Fachwerkkonstruktion ein quadratischer, mit einer geschweiften Haube bekrönter Dachturm. Die gemauerte Ostwand des Turms ist durch eine niedrige Rundbogenpforte zum Kirchenschiff geöffnet.
Im Jahr 1953 wurde im Osten an das Langhaus ein ausspringender quadratischer Chorraum angefügt, da der Kirchraum den Ansprüchen der Gemeinde nicht mehr genügte. Gleichzeitig beseitigte man die Emporen. Die spitzbogigen Tür- und Fensteröffnungen des alten Teils wurden verändert und entsprechend denen des Anbaues mit Segmentbögen geschlossen, um einen einheitlich barock-klassizistischen Eindruck zu erzielen. Auch der Bogenfries verschwand. Außerdem wurde das verrottete Gebälk des Daches und der Decke ersetzt.

### Turm
Der 1819 wieder aufgebaute Turm erhielt aus barocker Tradition eine geschweifte Haube. Sie war ursprünglich mit Schindeln gedeckt und trug eine gusseiserne Turmkugel mit Turmkreuz. Dieses Kreuz musste 1862 durch ein vergoldetes Blechkreuz ersetzt werden, da das alte völlig verrostet war. Bei dieser Reparatur erhielt die Haube eine Schieferdeckung.
| Glocken Schlagton | Gewicht (kg) | Durchmesser (cm) | Höhe (cm) |
| ----------------- | ------------ | ---------------- | --------- |
| b                 | 281          | 86               | 62        |
| g                 | 167          | 72               | 54        |

Der gedrungene Turmschaft erhielt 1953 eine Turmuhr mit einem Zifferblatt auf jeder Seite, daneben je eine Schallöffnung, darunter ein Rundbogenfenster. Die alte Bronzeglocke musste 1943 der Rüstungsindustrie zugeführt werden. 1953 erhielt die Kirche ein Geläut aus zwei Eisenhartgussglocken, die im Eisenwerk in Berlin-Neukölln gegossen wurden.

## Inneres

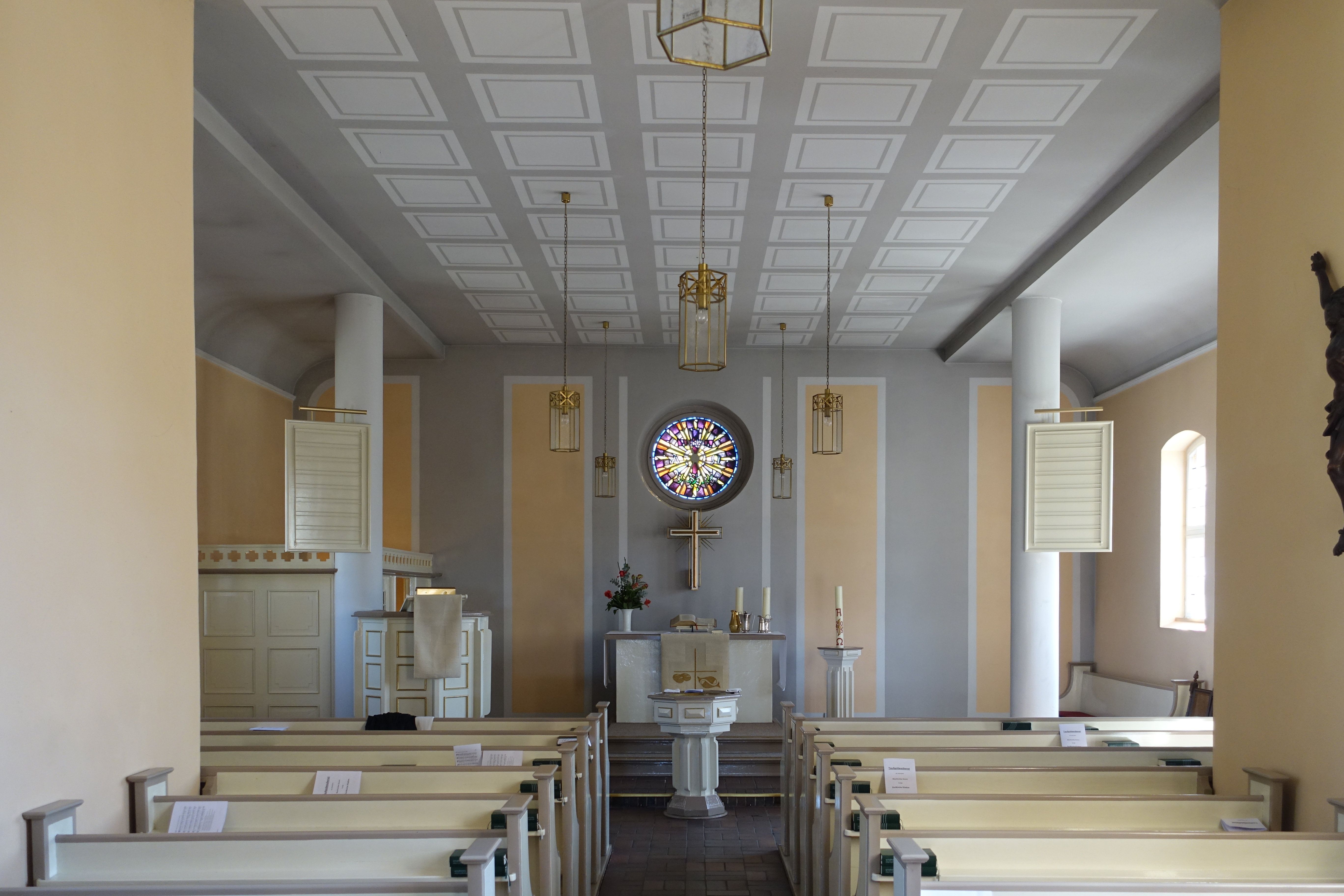
Blick zum Altar

Bis 1953 befanden sich außerdem Gemeindeemporen an beiden Langseiten des Kirchenschiffes. Das Schiff endete in Höhe des Ansatzes des jetzigen, erweiterten Chorraumes, und die Emporen reichten bis an das letzte Fenster der alten Kirche heran. Im Innern mussten die Kirchenbänke von 1818 einer neuen Einrichtung Platz machen. Im Raum unter dem Turm befinden sich Einbauten der letzten Renovierung von 1953, z. B. ist von hier aus die Orgelempore über eine Wendeltreppe erreichbar.

### Prinzipalstücke
Der Abendmahlskelch aus vergoldetem Silber ist eine Arbeit des 15. Jahrhunderts, der 1520 restauriert wurde. Die große aus Messing getriebene Taufschüssel stammt vom Ende des 17. Jahrhunderts. Der neue Altar aus Ziegeln, mit einem hölzernen Aufsatz versehen, trat an die Stelle des 1953 beseitigten Kanzelaltars. Das Taufbecken, andere Taufgeräte und die jetzige Kanzel wurden in klassizistischer Manier anlässlich der Renovierung 1953 angefertigt.

### Orgel

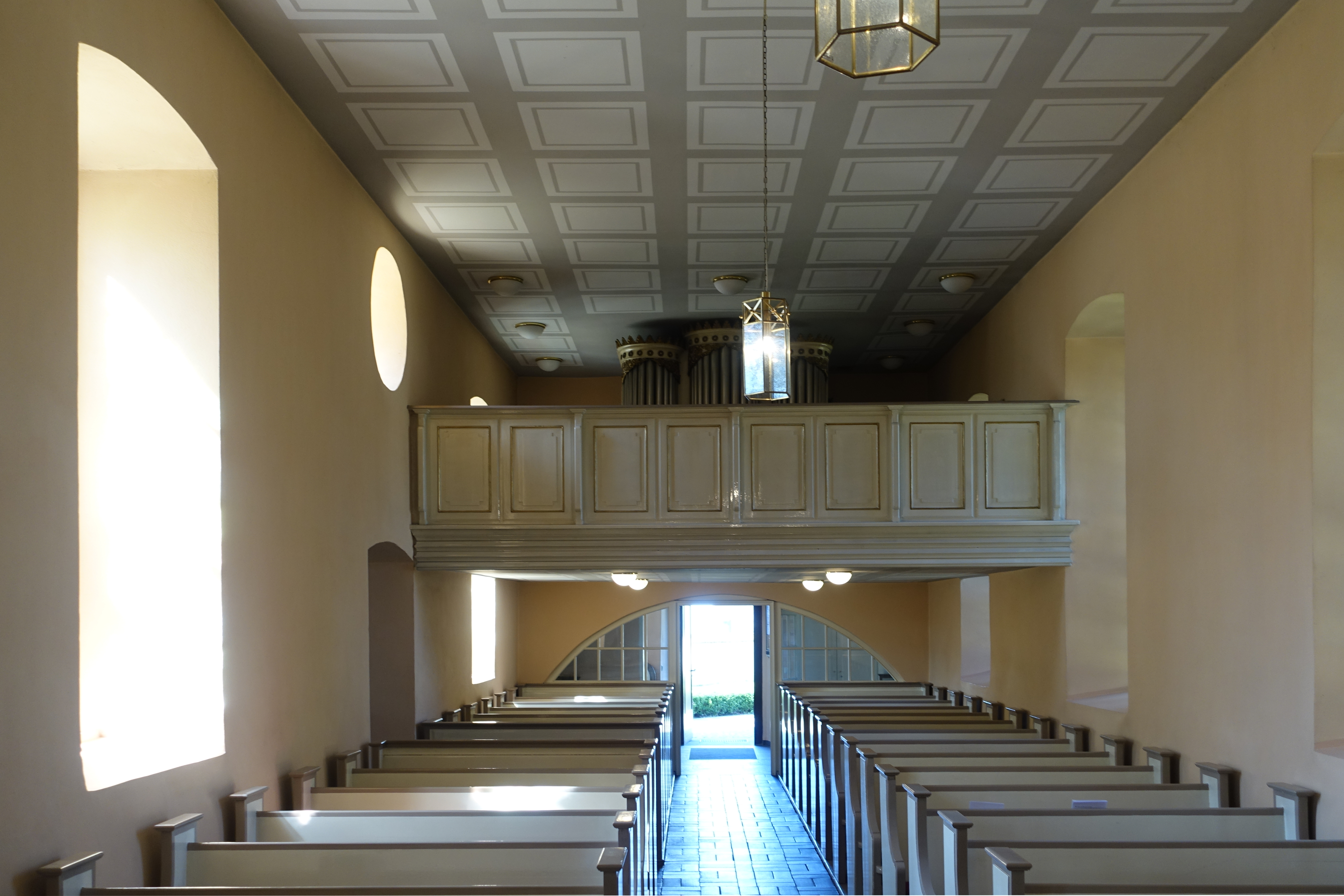
Blick zur Orgelempore

Die klassizistische Orgel von 1865 ist der einzige erhaltene ältere Teil der Inneneinrichtung. Sie ist schlecht sichtbar, weil die weit in den Raum vorkragende Empore ihren Prospekt verdeckt. Die erste Orgel wurde von dem Orgelbauer Carl Ludwig Gesell angefertigt und 1865 hier aufgestellt. Der Prospekt ist in einem Übergangsstil zwischen Rokoko und Klassizismus ausgeführt, nach einem Entwurf von Karl Friedrich Schinkel. Das Werk ist zum größten Teil original erhalten. Es wurde u. a. 1953 und 1976 durch die Firma Karl Schuke restauriert, 1976 ein neues Register Mixtur 3-fach hinzugefügt. Die Disposition kann bei Orgel Databank eingesehen werden.